# Buluh Dori
Buluh Dori is een bestuurslaag in het regentschap Subulussalam van de provincie Atjeh, Indonesië. Buluh Dori telt 1164 inwoners (volkstelling 2010).